# Kandžut Sar
Kandžut Sar (také Kanjut Sar) je hora v pohoří Karákóram ležící v oblasti Gilgit-Baltistán v Pákistánu. Hora má dva vrcholy a je to 26. nejvyšší hora na světě a 11. nejvyšší v Pákistánu.

## Vrcholy
Kandžut Sar se skládá ze dvou vrcholů:
- Kandžut Sar  I s výškou 7 760 m n. m.
- Kandžut Sar  II leží jihovýchodně od Kandžut Sar I a je vysoká 6 831 m n. m.

## Prvovýstupy
- Na vrcholu Kandžut Sar I poprvé stanul v roce 1959 Camillo Pellissier, člen italské expedice pod vedením Guida Monzina.
- První výstup na nižší Kandžut Sar II se podařil švýcarskému týmu v roce 1985. Horolezci Toni Spirig, Ueli Stahel a Richie Ott jej provedli v alpském stylu a vrcholu dosáhli 10. července.